# Washington Luís da Silva
Washington Luís da Silva (25 de febrer de 1976) és un boxejador brasiler que va participar en els Jocs Olímpics d'Estiu de 2004 en representació del seu país.

## Biografia
Da Silva va arribar a la selecció brasilera de boxa el 2001. Va participar en els Jocs Panamericans de 2003 i de 2007, on va obtenir bons resultats.
També va participar en els Jocs Olímpics d'estiu de 2004 i de 2008. En aquesta última edició, Silva va arribar als quarts de final. El 2009, es va apuntar a l'exèrcit brasiler per poder participar dels Jocs Mundials Militars de 2011.